# هاري بوتر وحجرة الأسرار (موسيقى تصويرية)
أُصدرت الموسيقى التصويرية لفيلم هاري بوتر وحجرة الأسرار في 12 نوفمبر 2002، من تأليف جون ويليامز وإخراج ويليام روس. كان من المُقرر في البداية أن يتولى ويليامز قيادة الأوركسترا بالكامل، ولكن بسبب تعارض المواعيد مع تسجيل موسيقى فيلم ستيفن سبيلبرغ "أمسكني لو استطعت"، استُدعي روس لقيادة جلسات التسجيل مع أوركسترا لندن السيمفونية [الإنجليزية]، مع ترتيبات موسيقية قدمها كونراد بوب [الإنجليزية]، وإيدي كارام وبيت أنتوني.
أُتيح عند إصدار الألبوم خمسة أغلفة مختلفة تحتوي على بطاقات شخصيات قابلة للتحصيل فوق الغلاف الرئيسي. تضمنت البطاقات شخصيات هاري بوتر، ورون ويزلي مع الماندراكي، وهيرميون غرينجر، ودمبلدور وهاجريد مع فانغ.

## الجوائز
رُشحت الموسيقى التصويرية لجائزة غرامي لأفضل موسيقى تصويرية للأفلام المرئية [الإنجليزية] في عام 2003. حققت المرتبة 81 في قائمة بيلبورد 200 واحتلت المرتبة 5 في قائمة أفضل الموسيقى التصويرية. منحت رابطة صناعة التسجيلات في اليابان [الإنجليزية] "الشهادة الذهبية" لموسيقى هاري بوتر وحجرة الأسرار بعد شحن 100,000 نسخة إلى المتاجر.